# Jarosław Dworzański
Jarosław Zygmunt Dworzański (ur. 3 lipca 1955 w Białymstoku) – polski polityk, samorządowiec, nauczyciel dyplomowany, od 2008 do 2014 marszałek województwa podlaskiego, w latach 2015–2018 przewodniczący sejmiku.

## Życiorys
Ukończył studia na Akademii Wychowania Fizycznego w Warszawie. Pracował jako nauczyciel oraz dyrektor Szkoły Podstawowej nr 34 w Białymstoku. W 2007 objął stanowisko dyrektora Miejskiego Ośrodka Sportu i Rekreacji.
W wyborach samorządowych w 2002 bez powodzenia kandydował do sejmiku podlaskiego z listy POPiS, jako kandydat Platformy Obywatelskiej. W wyborach w 2006 z listy PO uzyskał mandat radnego sejmiku. Ponownie uzyskał mandat w przedterminowych wyborach wojewódzkich w maju 2007. W styczniu 2008 został powołany na stanowisko marszałka województwa. W 2010 utrzymał mandat radnego, w styczniu 2011 ponownie powierzono mu funkcję marszałka województwa.
W lutym 2011 prokurator Prokuratury Okręgowej w Olsztynie przedstawił mu pięć zarzutów w tym przekroczenia uprawnień i przyjęcia obietnicy korzyści osobistej w zamian za przyjęcie do pracy. W październiku 2011 prokurator umorzył śledztwo, stwierdzając, że nie popełnił on zarzucanych mu czynów.
W 2014 Jarosław Dworzański ponownie został wybrany na radnego wojewódzkiego. W listopadzie 2015 zastąpił Mariana Szamatowicza na funkcji przewodniczącego sejmiku. W grudniu 2017 opuścił PO, a w marcu 2018 został odwołany ze stanowiska przewodniczącego sejmiku. W wyborach w tym samym roku z listy Koalicji Obywatelskiej ponownie kandydował do samorządu województwa, mandat uzyskał na skutek rezygnacji Zbigniewa Nikitorowicza z jego objęcia złożonej jeszcze przed rozpoczęciem kadencji. Później powrócił do PO, zasiadł w radzie regionu partii. W 2024 utrzymał mandat radnego sejmiku na kolejną kadencję.

## Odznaczenia
W 2012 otrzymał Złoty Krzyż Zasługi.